# Jürgen Oesten
 (décembre 2019).
Jürgen Oesten (24 octobre 1913 – 5 août 2010) est un commandant d'U-Boot de la Seconde Guerre mondiale.

## Biographie
Jürgen Oesten rejoint la Reichsmarine en avril 1933. Après sa formation initiale, il passe plus d'une année sur les cuirassés Admiral Graf Spee et Karlsruhe. En mai 1937, il est affecté aux forces sous-marines (Ubootwaffe), recevant une formation approfondie. En octobre 1937, il devient officier de quart à bord de l'U-20 commandé par Karl-Heinz Moehle.
Au terme de sa huitième patrouille de guerre, il quitte l'U-61 en 1939 ; un mois plus tard, il commande l'U-106, bateau de type IX B, beaucoup plus long et lourd.
Lors de sa première patrouille depuis l'Allemagne vers sa nouvelle base de Lorient, l' U-106 coule deux navires avec un total de 13 640 tonnes. Kptlt. Oesten a reçu sa croix de chevalier lors de sa deuxième patrouille dans les eaux africaines, où il a coulé huit navires totalisant 44 820 tonnes. 
Kptlt. Oesten quitte l'U-106 en octobre 1941 pour devenir commandant de la 9e Flottille à Brest en France.
En mars 1942, Jürgen Oesten occupe un poste d'officier (U-Boot-Admiralstabsoffizier) au commandement FdU Nordmeer (commandant des U-Boote des eaux septentrionales). En juillet 1943, il quitte la Norvège ; le 2 septembre 1943, il met en service l'U-861 de type IX D2. Le U-861 quitte Kiel le 20 avril 1944 pour l'Extrême-Orient, opérant d'abord dans les eaux brésiliennes, coulant deux navires. Le bateau coule un autre navire au sud de Madagascar, avant d'atteindre Penang le 23 septembre 1944 il coule encore un autre navire au large de la Somalie. La patrouille a duré cinq mois. 
L'U-861 quitte Surabaya, en Indonésie, le 15 janvier 1945 avec un chargement matières premières et deux torpilles pour sa défense. En chemin de retour, le bateau heurte un iceberg au sud du Groenland, Oesten, par chance comme par habileté atteignant Trondheim, en Norvège, le 19 avril 1945 avec seulement cinq barils de carburant restant dans les réservoirs. 
Selon sa famille, il est décédé paisiblement le 5 août 2010. Il aurait été enterré en mer après un service dans une chapelle à Hambourg-Ohlsdorf